# Levoncourt (Alt Rin)
Levoncourt (en alsacià Lüffederf, en alemany Luffendorf) és un municipi francès, situat a la regió del Gran Est, al departament de l'Alt Rin. L'any 2019 tenia 248 habitants.

## Demografia
| 1962 | 1968 | 1975 | 1982 | 1990 | 1999 | 2019 |
| ---- | ---- | ---- | ---- | ---- | ---- | ---- |
| 174  | 187  | 188  | 180  | 204  | 225  | 248  |